# Carl Östlund (politiker)
Carl Östlund (i riksdagen kallad Östlund i Myckle), född den 28 december 1894 i Skellefteå landsförsamling, död där den 10 maj 1971, var en svensk hemmansägare och riksdagspolitiker.
Östlund tillhörde Högerpartiet och var 1948–1964 riksdagsledamot i Andra kammaren, där han representerade sitt parti i Västerbottens läns valkrets. I riksdagen skrev han 68 egna motioner främst om landsbygdens näringsliv och samfärdsel, t ex postgång och telefonförbindelser. Andra motioner gällde socialpolitiska frågor, bl a grupplivförsäkring för värnpliktiga.